# Lepidophyma micropholis
Espèce
Statut de conservation UICN

 VU D2 : Vulnérable
Lepidophyma micropholis est une espèce de sauriens de la famille des Xantusiidae.

## Répartition
Cette espèce est endémique du Mexique. Elle se rencontre dans les États du Tamaulipas et de San Luis Potosí.

## Publication originale
- Walker, 1955 : Two new lizards of the genus Lepidophyma from Tamaulipas. Occasional Papers of the Museum of Zoology, University of Michigan, n. 564, p. 1-10 (texte intégral).